# Madagascar Catan Junior
Madagascar Catan Junior ist eine im Herbst 2012 erschienene Version der Siedler von Catan von Klaus Teuber für 2 bis 4 Spieler ab 6 Jahren. Das Spiel ist eine Weiterentwicklung von Die Siedler von Catan – Junior, entspricht dabei aber eher der Mayfair-Games-Version. 

## Beschreibung
Die Spieler sind als Löwe Alex, Nilpferd Gloria, Zebra Marty und Giraffe Melman, bekannt aus den Madagascar-Filmen, mit dem Wanderzirkus unterwegs. Jeder möchte als Erster seine Zirkuszelte auf dem Spielplan errichten. Dafür benötigen die Spieler so „Dies und Das“, zum Beispiel Holz, Sand und Popcorn. Und wer seine Zirkuszelte clever platziert, bekommt mit etwas Glück schnell alles für sein nächstes Zelt zusammen.
Wer zuerst alle seine 7 Zirkuszelte bauen kann gewinnt das Spiel.

## Inhalt
- 1 zweiseitiger Spielplan
- 1 Würfel (mit Zahlen)
- 28 Zirkuszelte (je 7 in blau, gelb, lila und rot)
- 28 Zirkuswagen (je 7 in blau, gelb, lila und rot)
- 1 Figur „Tierkontrolleurin“ mit Standfuß
- 16 Pinguin-Karten,
- 90 Plättchen „Dies und Das“ (je 18 Wolle, Holz, Sand, Popcorn und Cocktails)
- 4 Tierkarten
- 1 Spielanleitung (mehrfarbig, 4 Seiten)

## Unterschiede zu Die Siedler von Catan – Junior (Ausgabe von 2007)
- Das Spiel ist für 2 bis 4 Spieler konzipiert. Dabei spielen 3 und 4 Spieler auf der einen und 2 Spieler auf der anderen Seite des Spielplans.
- Der Marktplatz ist in den Hauptspielplan integriert.
- Statt Goldflüssen gibt es Orangenplantagen, statt Zuckerrohrfeldern Strände und statt Schatzhöhlen Maisfelder.
- Im Spiel mit 3 und 4 Spielern gibt es je eine weitere Orangenplantage, Wald und Weideland.
- Statt mit Ausrüstungskarten wird mit Plättchen gespielt, die „Dies und Das“ symbolisieren.
- Die Plättchen werden nicht verdeckt auf der Hand gehalten, sondern vor den Spielern platziert.
- Jeder Spieler startet schon mit zwei Zirkuswagen auf vorgegebenen Plätzen.
- Bei einer gewürfelten 6 wird nicht nur die Tierkontrolleurin versetzt, sondern der Spieler erhält auch Plättchen aus dem allgemeinen Vorrat, die das Feld produziert, auf den er die Tierkontrolleurin gestellt hat.
- Die „Pinguin-Karten“ sind sechseckige Plättchen statt Karten, mit folgenden Änderungen:
  - Die Karten, mit denen man 2 und 1 Ausrüstungsgegenstand erhält, wurden durch Plättchen ersetzt, mit denen man 2 und 2 „Dies und Das“-Plättchen bekommt.
  - Es gibt keine Plättchen, durch die man „Dies und Das“-Plättchen vom linken und rechten Nachbarn geschenkt bekommt.
  - Alle „Pinguin-Karten“ zählen mit wenn es darum geht wer ein Zirkuszelt auf das Feld der Tierkontrolleurin setzen darf.
  - Mit dem Vorrat kann 2:1 getauscht werden, statt 3:1 wie in Catan – Junior.
  - Es gibt keine 2:1-Hafentausch-Plättchen.
  - Der Handel mit den Mitspielern ist nur für fortgeschrittene Spieler vorgesehen.

Viele dieser Unterschiede sind bzgl. der Catan-Junior-Ausgabe von 2014 aufgehoben.

## Auszeichnungen
- 2013: Empfehlungsliste zum Kinderspiel des Jahres